# Real Academia de Jurisprudencia y Legislación
La Real Academia de Jurisprudencia y Legislación de España es una institución jurídica de ámbito estatal. Sus orígenes se remontan a 1730, en Madrid, con la fundación de la llamada «Academia Práctica» o «Junta de Jurisprudencia Práctica», por parte de un grupo de treinta juristas que pretendían desarrollar el espíritu ilustrado academicista mediante la puesta en común de sus conocimientos. Entre sus miembros se encontraban importantes personajes de la época, como Javier Sánchez Arjona y José Moñino, (más adelante conde de Floridablanca y secretario de Estado con Carlos III). Fue este su primer presidente oficial y quien el 20 de febrero de 1763 otorgó la cédula que la reconocía como Real Academia de Leyes de estos Reynos y de Derecho Público, con una categoría similar a la Real Academia de la Lengua. Amparados en la ilustración española desarrollaron una ingente labor de recogida y ordenación de textos jurídicos, manuales y documentos históricos.
Tiene su sede en el número 13 de la calle del Marqués de Cubas, en Madrid.

## Funciones
Según los estatutos que regulan la Real Academia, sus funciones son las de investigar la ciencia del Derecho y sus materias auxiliares, contribuyendo a progreso de la legislación. Para ello realiza informes y responde a las consultas que se le plantean, investiga la historia del Derecho, organiza conferencias y cursos monográficos y mantiene una amplia biblioteca jurídica.

## Reseña histórica
Cuando José I Bonaparte es coronado rey de España, la Academia rechaza su reconocimiento lo que le permitirá cuando se produce el restablecimiento del absolutismo por Fernando VII, granjearse la simpatía de este y obtener una fuerte ayuda económica. No obstante, si bien no había legitimado al monarca bonapartista, la Academia tenía una clara impronta liberal que se vería rápidamente atestiguada con la jura por sus miembros de la Constitución de Cádiz en 1820. Fue este un periodo convulso en España, lo que llevó al Estado a intervenirla, limitando la autonomía de la que había gozado hasta ese momento y dividiéndola en dos academias (la de Carlos III y la de Nuestra Señora del Carmen). Los cambios en la denominación fueron continuos a partir de ese momento. Durante la Regencia de María Cristina de Borbón se volvieron a unir las academias con el nombre de Academia Matritense de Jurisprudencia y Legislación, y recuperó su autonomía.
El siglo XIX avanza para la institución como un periodo fecundo y rico y, tras el Sexenio Democrático, Alfonso XII restaura el título de Real Academia, que volverá a perder durante la Segunda República y se recupera de nuevo en el franquismo hasta la fecha.